# Zeehond (schip, 2011)
De Zeehond is een waddentaxi van rederij Doeksen die extra afvaarten tussen Harlingen, Vlieland en Terschelling verzorgt. De oversteek Harlingen-Vlieland duurt hiermee 60 minuten.
De Zeehond vaart hoofdzakelijk extra veerdiensten tussen Harlingen-Vlieland en incidenteel tussen Harlingen-Terschelling. Daarnaast is het schip op aanvraag te boeken en verzorgt het eventueel (spoedeisend) ziekenvervoer.